# محمدحسن طریقت منفرد
محمدحسن طریقت منفرد (۷ خرداد ۱۳۲۵ – ۸ مهر ۱۴۰۰) چشم‌پزشک ایرانی بود که در دولت دوم محمود احمدی‌نژاد حدود ۶ ماه وزیر بهداشت جمهوری اسلامی ایران بود. او در تاریخ ۷ دی ۱۳۹۱ در پی عزل مرضیه وحید دستجردی از سوی رئیس‌جمهور سرپرست «وزارت بهداشت، درمان و آموزش پزشکی» و در ۲۷ اسفند همان سال از مجلس رأی اعتماد گرفت.

## تحصیلات
طریقت دارای دکترای پزشکی عمومی و بورد تخصصی جراحی چشم از کشور آلمان است.

## عضویت در مجاهدین خلق
محسن طریقت منفرد پیش از انقلاب عضو سازمان مجاهدین خلق و مدتی عضو مرکزیت این سازمان بود و با نام مستعار «محمود» شهرت داشت. او در سال ۱۳۵۵ به دلایلی ازجمله انتقاد به مشی چریکی و بی‌فایده دانستن آن، همراه با محمدقاسم عبدالله‌زاده (با نام مستعار سالک) و حسین سیاه‌کلاه (با نام مستعار کاظم) از این سازمان کناره گرفت.

## سوابق اجرایی
طریقت در سال‌های گذشته عضو هیئت مدیره و معاونت درمان سازمان تأمین اجتماعی، معاونت سیاستگذاری و برنامه‌ریزی وزارت رفاه و تأمین اجتماعی، مدیر دفتر مطالعات اجتماعی مرکز پژوهش‌های مجلس شورای اسلامی، مسئول بیمه و درمان کمیته امداد امام خمینی، مسئول بهداشت و درمان وزارت نفت، عضو هیئت علمی دانشگاه علوم پزشکی شهید بهشتی و هیئت امناء دانشگاه علوم پزشکی سمنان و نیز ریاست بیمارستان امام حسین بوده‌است.

## سرپرستی وزارتخانه
در تاریخ ۷ دی ۱۳۹۱ رئیس‌جمهور در حکمی محمدحسن طریقت منفرد را به عنوان «سرپرست وزارت بهداشت، درمان و آموزش پزشکی» منصوب کرد. جلسهٔ بررسی رأی اعتماد به وی، در ۲۷ اسفند همان سال برگزار شد و نمایندگان مجلس شورای اسلامی با ۱۱۳ رأی موافق، ۹۹ رأی مخالف و ۱۲ رأی ممتنع از مجموع ۲۲۴ رأی ماخوذه به وی رأی اعتماد دادند.

## دیدار با حسن روحانی
محمدحسن طریقت منفرد، روز دوشنبه ۱۰ تیر ۱۳۹۲ به همراه جمعی از معاونان خود با حضور در محل استقرار موقت حسن روحانی، رئیس‌جمهور وقت ایران با وی دیدار کرد و از برنامه‌ها و فعالیت‌های این وزارتخانه گزارش داد. محمدحسن طریقت منفرد بعد از این دیدار گفت: 
«گزارشی از برنامه‌های کنونی و چند سال گذشته وزارت بهداشت، درمان و آموزش پزشکی از جمله طرح پزشک خانواده، افزایش کمیت و کیفیت خدمات پزشکی در مراکز دولتی و تولید دارو به رئیس‌جمهوری منتخب ارائه کردیم.»

## درگذشت
طریقت منفرد که به دلیل سقوط از ارتفاع در یک ساختمان نیمه‌کاره مدت‌ها در بیمارستان بستری بود؛ در ۸ مهر ۱۴۰۰ در سن ۷۵ سالگی به دلیل جراحات وارده در بیمارستان خاتم الانبیا، تهران درگذشت.